# أنتوني راماييتس
أنتوني راماييتس سيمون (بالإسبانية: Antoni Ramallets Simón) من (4 يوليو 1924 – 30 يوليو 2013) لاعب كرة قدم إسباني ، وكان يلعب كحارس مرمى ، قد لعب أكثر فترات مسيرته الكروية مع برشلونة في الخمسينات وبداية الستينات، ولعب لمنتخب إسبانيا لكرة القدم في كأس العالم لكرة القدم 1950.

## مسيرته الدولية
لعب لمنتخب إسبانيا 35 مباراة خلال 11 عامًا، وكانت أول مباراة له ضد المنتخب التشيلي في كأس العالم لكرة القدم 1950 والتي انتهت بفوز المنتخب الإسباني بهدفين دون مقابل  ، كما أنه لعب 7 مباريات غير رسمية للمنتخب الكاتالوني.

## روابط خارجية
- أنتوني راماييتس على موقع الاتحاد الدولي (مؤرشف)  (الإنجليزية)
- أنتوني راماييتس على موقع قاعدة بيانات كرة القدم.إي يو (الإنجليزية)
- أنتوني راماييتس على موقع ناشيونال فوتبول تيمز (الإنجليزية)
- أنتوني راماييتس على موقع Soccerway.com (الإنجليزية)
- Antoni Ramallets